# Diluyente
El diluyente, disolvente o diluente, también conocido como adelgazador o rebajador de pinturas y en algunas regiones como tíner, thinner, thiner, tíñer, o zéner, es una mezcla de disolventes de naturaleza orgánica derivados del petróleo que actúa como un agente de dilución de sustancias no solubles en agua. Entre las sustancias que está diseñado para disolver y diluir se encuentran la pintura de esmalte o basada en aceites, los aceites y las grasas.

## Composición
El diluyente está compuesto por un disolvente activo, un cosolvente y un diluyente, sustancias que cumplen una función en particular. El disolvente activo es el que tendrá un efecto directo sobre lo que se está disolviendo, el cosolvente potenciará el efecto del disolvente activo y el diluyente dará volumen al compuesto. Esta mezcla tiene como disolvente principal al tolueno, como cosolvente al benceno y como diluyente a una serie de disolventes, sustancias todas ellas tóxicas para el ser humano.
Todos los fabricantes de diluyentes desarrollan sus propios productos teniendo en cuenta la composición de sus diluyentes, y por lo tanto, aunque parezcan similares, pueden obtenerse resultados muy diversos.
No todos los diluyentes tienen el mismo poder de dilución. Por lo tanto, con idénticas cantidades de diluyente se obtendrán distintas viscosidades de aplicación. Es decir, el poder de dilución de un diluyente dependerá no solo de la composición del diluyente sino también, y fundamentalmente, de la del producto.
No existen normas ni criterios que definan sus características durante la elaboración de diluyente de baja calidad. Por esta razón, es imposible generalizar con exactitud sus propiedades tanto en sus aplicaciones comerciales como en los riesgos que representan su manipulación por trabajadores y su abuso por drogodependientes.
Los principales componentes del diluyente son los siguientes:
| Sustancia                                        | Porcentaje |
| ------------------------------------------------ | ---------- |
| Tolueno                                          | 5-50 %     |
| Alcohol metílico                                 | 15-50 %    |
| Cetonas                                          | 5-40 %     |
| Hexano                                           | 5-30 %     |
| Alcoholes y aldehídos                            |            |
| Xileno                                           | 5-20 %     |
| Ésteres                                          | 3-50 %     |
| Las cantidades varían según el producto deseado. |            |

Los agentes químicos mencionados en la tabla se conocen también como disolventes industriales orgánicos, que pertenecen a un grupo numeroso y heterogéneo de sustancias altamente volátiles con propiedades para disolver o dispersar productos de naturaleza orgánica natural o sintética insolubles en el agua.
Los diluyentes deben de ser líquidos transparentes, deben estar libres de partículas en suspensión, no deben presentar sedimentos ni separación de componentes. Deben disolver completamente la pintura o producto a diluir, sin afectar las propiedades funcionales del producto.

## Aplicaciones y usos
Suele usarse como diluyente de lacas, pinturas de tipo esmalte graso o sintético, cemento de contacto, etc. Es muy útil especialmente para lavar los implementos usados para pintar (brochas, rodillos, pistolas) cuando se emplean pinturas de esmalte. También es capaz de remover manchas de grasa mecánica.
En el arte se usa para disolver o diluir pigmentos. Algunos fluidos son demasiado viscosos como para ser bombeados fácilmente o demasiado espesos como para fluir de un punto a otro. Esto puede ser problemático, porque no sería económicamente viable para el transporte de dichos fluidos en este estado. Para facilitar este movimiento, se añaden los diluyentes. Esto disminuye la viscosidad de los líquidos, y la reducción de los costes de transporte. Se utiliza en aplicaciones industriales para el del transporte de petróleo crudo a través de gasoductos. Algunos tipos de diluyentes más familiares para el público en general incluyen la trementina mineral para usos en pintura y esmaltes, que mejoran la coherencia y aplicabilidad de los productos a los que se añaden. El aumento de la temperatura de los fluidos también disminuye su viscosidad, lo que disminuye la cantidad de diluyente necesario. Los diluyentes también son muy importantes en la industria farmacéutica.[cita requerida] Son ingredientes inactivos que se añaden a las tabletas y cápsulas, además del principio activo.[cita requerida] También se utilizan en las vacunas para la reconstitución de la vacuna después de su almacenamiento.[cita requerida]

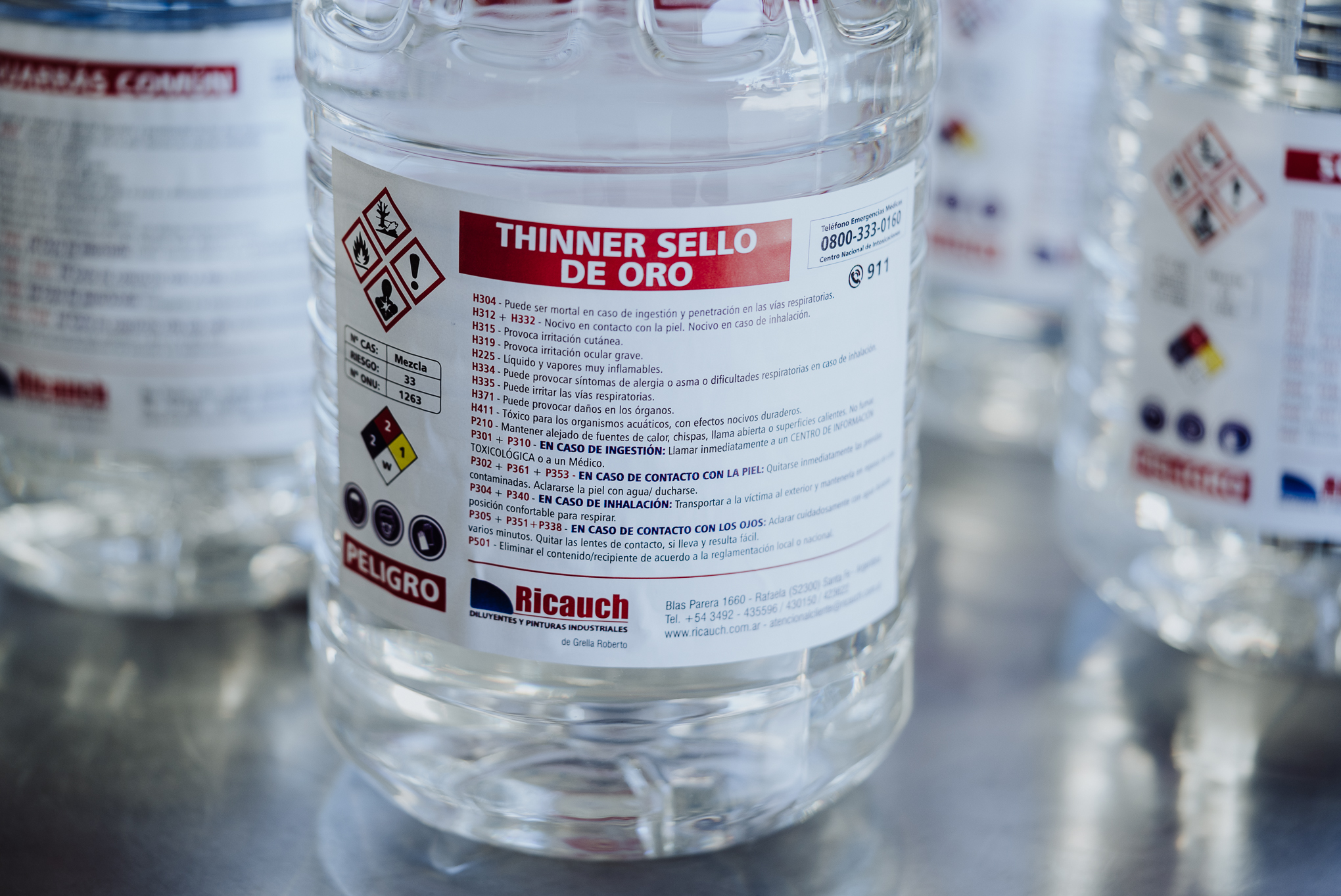
Tíner Sello de Oro

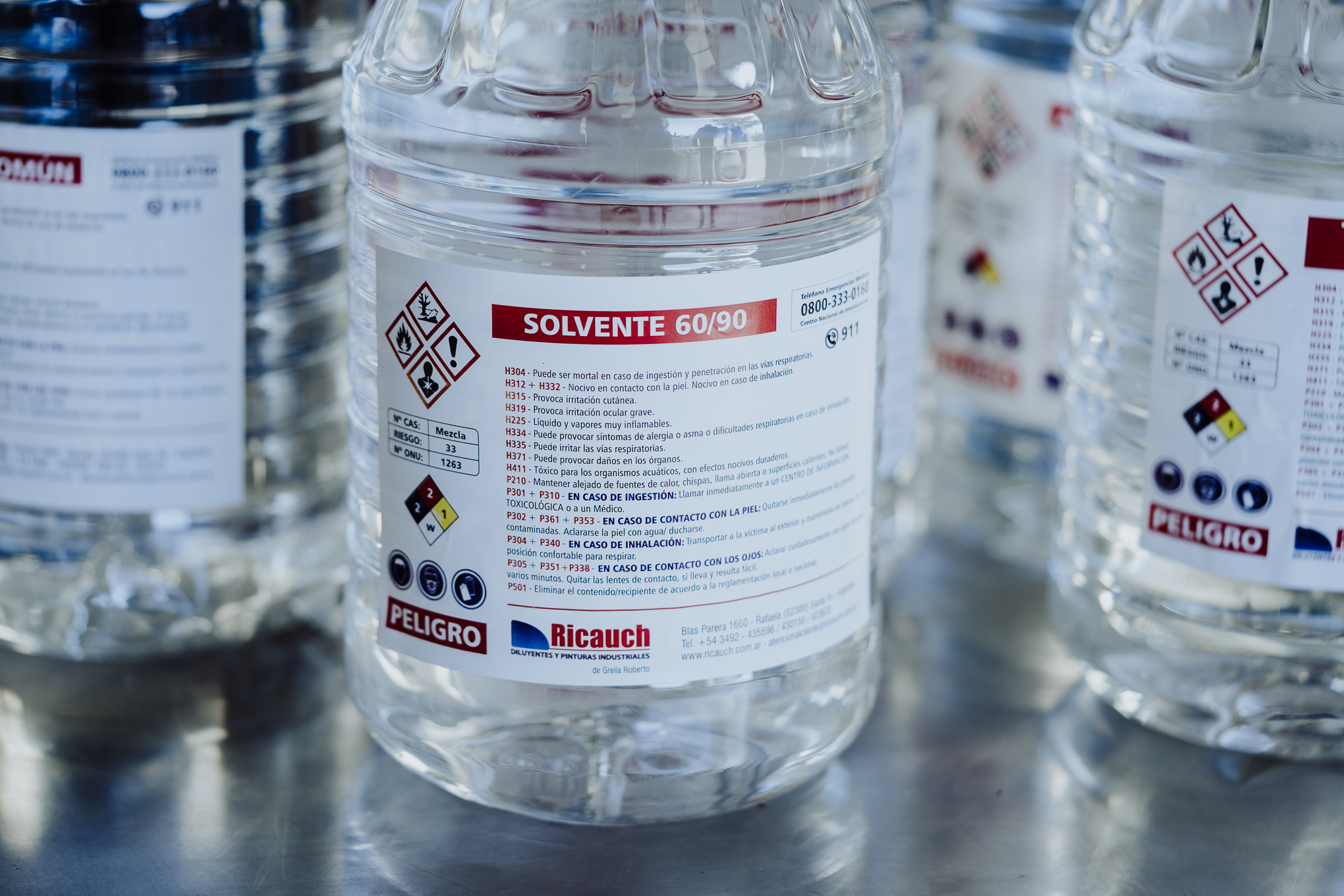
Solvente 60/90

## Precauciones de manejo
- Es un líquido inflamable, por lo que debe permanecer lejos de llamas, chispas o de calor excesivo.
- Puede acumular cargas estáticas.
- El vapor es más pesado que el aire y puede dispersarse por largas distancias y acumularse en zonas bajas.
- Debe mantenerse en un sitio ventilado, lejos de fuentes de ignición. Nadie debe fumar cerca de donde se almacena. Es obligatorio evitar la acumulación de cargas electrostáticas.
- No deben respirarse los vapores.
- Se deben utilizar guantes protectores al manipular la sustancia.
- Debe almacenarse en envases de aluminio o de vidrio. Es capaz de corroer la mayoría de los plásticos, principalmente el polietileno y el poliestireno.

## Riesgos para la salud

### Inhalación
Los vapores o nieblas del disolvente causan irritación de los ojos y el tracto respiratorio, depresión del sistema nervioso central, dolor de cabeza, mareos, deterioro y fatiga intelectual, confusión, anestesia, somnolencia, inconsciencia y otros efectos sobre el sistema nervioso central que pueden llegar a la muerte. Sus efectos son muy similares a los causados por el consumo excesivo de alcohol.
La inhalación del diluyente se ha convertido en un problema de salud pública en Latinoamérica, debido a su bajo costo, a la venta legal y a las sensaciones placenteras que provoca. Especialmente vulnerables son los niños y adolescentes; en estos últimos puede conllevar el riesgo de caer en la drogadicción.

### Ingestión
Si es ingerido, provoca náuseas, vómito, mareos y daño en el tracto digestivo. Es muy peligroso si es aspirado (respirado hacia los pulmones), aún en pequeñas cantidades, lo cual puede ocurrir durante la ingestión o el vómito, pudiendo ocasionar daños pulmonares leves a severos, e incluso la muerte.
Es letal si su ingestión es de 3 a 5 mL por cada kilogramo de peso. Es decir, una persona que pesa 70 kg muere si ingiere 350 mL de disolvente.

### Piel
Provoca irritación, sequedad, hiperactividad hipersensibilidad. Contacto prolongado con ropa húmeda puede desarrollar quemaduras, ampollas, dolor o moretones. Tras sobre exposiciones repetidas puede desarrollarse intoxicación crónica con disolventes orgánicos, con síntomas como dolor de cabeza, mareos, pérdida de la memoria, cansancio, dolor en las articulaciones, disturbios del sueño, depresión, irritabilidad, náuseas. Esta afección es poco común. Se han reportado efectos sobre el hígado luego de exposiciones intensas y prolongadas. Por tal motivo, sólo debe usarse en cantidades muy pequeñas para remover manchas de grasa mecánica o pinturas de esmalte enjuagando enseguida con abundante agua.

### Ojos
Provoca irritación, conjuntivitis, visión borrosa. No causa daños a los tejidos de los ojos.

## Carcinogenicidad
Clasificación de IARC: Grupo 3, no clasificable como carcinógeno para humanos. No se han reportado efectos reproductivos, mutagénico.

## Primeros auxilios

### Inhalación
Para evitar inhalación se debe usar equipo de protección personal adecuado, además de retirar la fuente de contaminación o retirar la víctima de la exposición. El personal capacitado debe administrar respiración artificial si la víctima no respira o resucitación cardiopulmonar, de ser necesario. Se debe evitar el contacto boca a boca y debe inmediatamente buscar atención médica.

### Ingestión
Lave los labios de la víctima con agua. Si está consciente y no convulsiona, debe suministrársele uno o dos vasos de agua o leche para diluir el material en el estómago. No se debe inducir el vómito, como ocurre en la ingestión de todo disolvente; si éste ocurre naturalmente, mantenga la víctima inclinada hacia adelante para reducir el riesgo de aspiración y repita la administración de agua. Se debe buscar ayuda médica de inmediato.

### Piel (contacto y absorción)
Retire el exceso de producto. Lave por completo el área contaminada con abundante agua fría y un jabón no abrasivo durante por lo menos 20 minutos, o hasta que el producto sea removido. Mientras lava con agua, retire todas las prendas contaminadas. Si persiste la irritación repita el lavado. Obtenga atención médica de inmediato. Las prendas deben descontaminarse antes de su reutilización.

### Ojos
Deben ser lavados con abundante agua fría por 15 minutos, abriendo los párpados. Se debe buscar atención médica de inmediato y no aplicar medicamento o colirios en los ojos.

## Incendio
En caso de incendio, deben tenerse en cuenta las siguientes consideraciones:
- Es un líquido combustible.
- Emite vapores invisible que pueden formar mezclas explosivas con el aire a temperaturas de 43 °C o superiores.
- El líquido puede acumular cargas estáticas al trasvasarlo o agitarlo.
- Los vapores son más pesados que el aire y pueden desplazarse hasta una fuente de ignición, encenderse y llevar el fuego hasta su lugar de origen.
- El líquido puede flotar sobre el agua hasta una fuente de ignición y regresar en llamas.
- Durante un incendio puede producir gases tóxicos e irritantes.
- Los contenedores pueden estallar con calor o fuego.
- En la combustión desprende monóxido de carbono (el cual es nocivo para la salud) y dióxido de carbono.

Procedimiento para combatir el incendio:
- Desalojar las personas que se hallen de 25 a 50 metros del incendio. Si hay un contenedor involucrado, desaloje hasta 800 metros.
- Aproximarse al fuego en la misma dirección que el viento.
- Detener la fuga de diluyente antes de intentar extinguir el fuego.
- Utilizar el medio de extinción adecuado para apagar el fuego y agua en forma de rocío para enfriar los contenedores expuestos y proteger al personal.
- No aplicar agua en forma de chorro, para no causar dispersión del producto.
- Retirar los contenedores expuestos.
- Para entrar a incendios, utilice equipo de respiración autocontenido.
- En incendios masivos, deben ser usadas boquillas con soportes.

Medios de extinción apropiados:
- Fuegos pequeños: dióxido de carbono, polvo químico seco, espuma regular.
- Fuegos grandes: espuma regular, agua solo en forma de rocío o niebla.

## Reactividad
- Es estable al tener al calor.
- Es incompatible con agentes oxidantes y peróxidos.
- Reacciona a las descargas estáticas, chispas, llamas abiertas, calor y otras fuentes de ignición, por lo que se debe evitar todo ambiente que presente estas características.

## Ambiente
Se considera que el manejo de más de diez toneladas de algunos de los componentes del diluyente es una actividad de alto riesgo. Es responsabilidad del usuario del producto conocer las leyes, normas y reglamentos vigentes de protección al medio ambiente en su país.
Si el producto es liberado en el suelo, se evaporará antes de que pueda ser absorbido. En agua, la mayor parte de los componentes son biodegradables. Una parte se evaporará. El tiempo máximo de vida en río es de 10 horas para el componente crítico. Si el producto se libera en la atmósfera, se degrada al reaccionar con radicales hidroxilo producidos fotoquímicamente en un tiempo medio de 17 días para el componente crítico; los demás productos tienen un tiempo de vida menor a 60 horas. No es acumulable en plantas, peces o animales.